# El Capulín, Michoacán de Ocampo
El Capulín är en ort i Mexiko.   Den ligger i kommunen Tlalpujahua och delstaten Michoacán de Ocampo, i den sydöstra delen av landet, 120 km väster om huvudstaden Mexico City. El Capulín ligger 2 774 meter över havet och antalet invånare är 495.
Terrängen runt El Capulín är kuperad, och sluttar norrut. Runt El Capulín är det ganska tätbefolkat, med 185 invånare per kvadratkilometer. Närmaste större samhälle är El Oro de Hidalgo, 13,2 km nordost om El Capulín. I omgivningarna runt El Capulín växer huvudsakligen savannskog.